# Chiesa di Santa Maria a Peretola
La chiesa di Santa Maria a Peretola è un luogo di culto cattolico che si trova in piazza Garibaldi nel sobborgo di Peretola a Firenze.

## Storia
Risalente al XII secolo, in parte conserva la struttura romanica originaria. Dal 1449 al 1787 fu amministrata dall'ospedale di Santa Maria Nuova, da cui provengono numerose opere d'arte.
In alto, sulla facciata, si vede lo stemma dell'ospedale di Santa Maria Nuova, gruccia con bastone verde e appoggio rosso, in campo d'oro.  La Madonna col Bambino nella lunetta sul portale, è un affresco d'ignoto del XIV secolo.
Nel 1888 fu restaurata in forme neo-quattrocentesche.

## Descrizione
La facciata della chiesa, che dà su piazza Garibaldi, è molto semplice: è preceduta da un portico a cinque arcate sorretto da sei colonne tuscaniche in marmo e coperto con volta a crociera. Sopra il portale laterale di destra, vi è un affresco alquanto deteriorato raffigurante lo stemma dei Medici.
L'interno della chiesa è a navata unica coperta con soffitto a capriate lignee. Nella parete fondale si apre l'abside quadrangolare coperta da volta a crociera con un crocifisso antico. Sulla parete di sinistra della navata, in prossimità del presbiterio, vi è il ciborio in marmo, bronzo e terracotta invetriata di Luca della Robbia (1443), un tempo in Santa Maria Nuova, che è il primo esempio della tecnica della maiolica invetriata che presto i Della Robbia renderanno così famosa; a Francesco di Simone Ferrucci si deve il fonte battesimale (1466) ed un ciborio del '400.
Gli affreschi della cappella dedicata a san Leonardo, fondata dal vescovo Leonardo Buonafede, furono eseguiti da Domenico di Michelino (1449 ca.), mentre l'affresco con Sant'Antonio tra i santi Jacopo ed Egidio di Giusto d'Andrea (1466) fu staccato dalla facciata di Santa Maria Nuova ed è qui conservato.
La canonica ha un ampio cortile circondato da un portico, con colonnette ioniche del XV secolo e pozzo centrale.

## Altre immagini

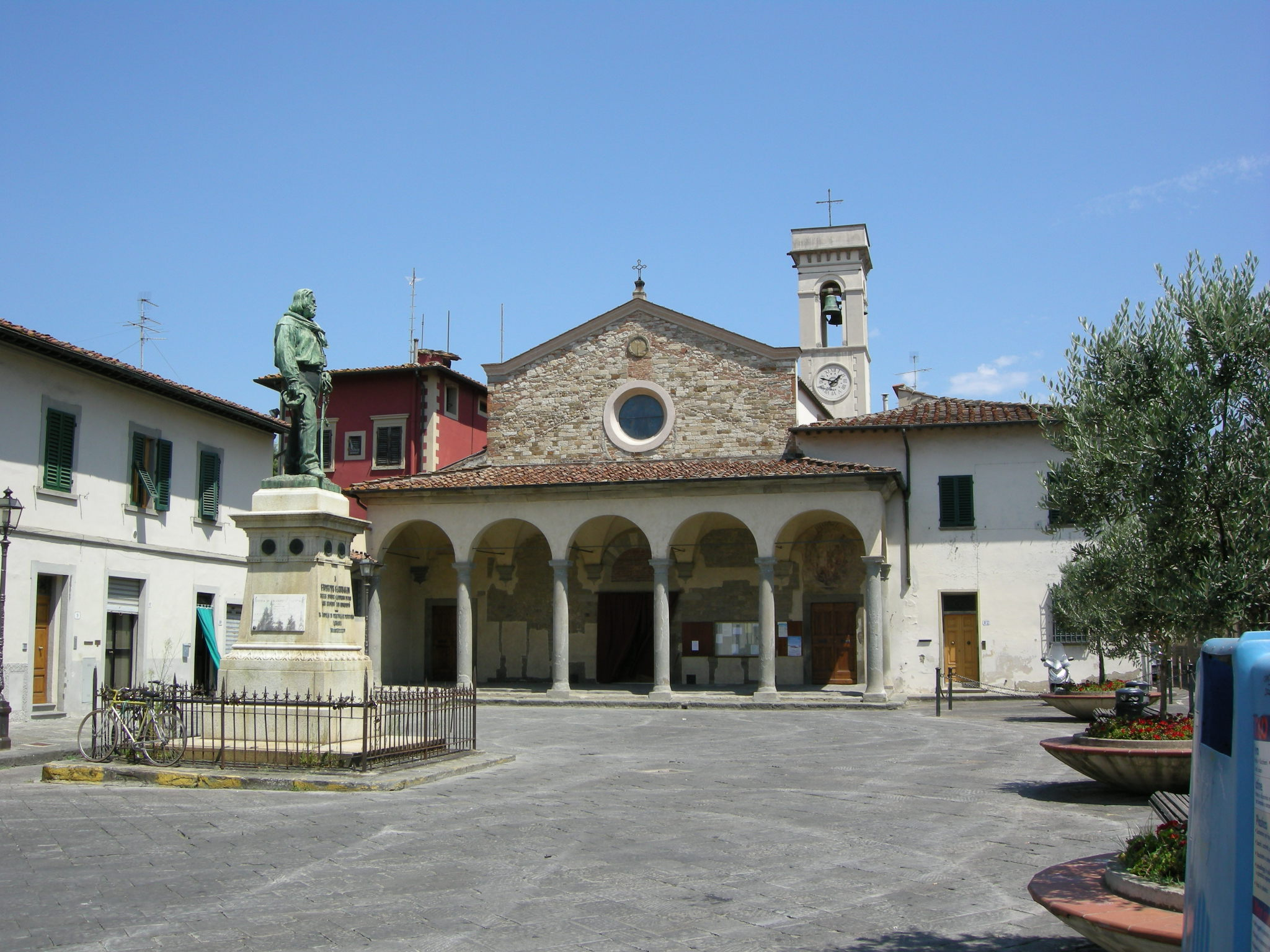
Piazza Garibaldi
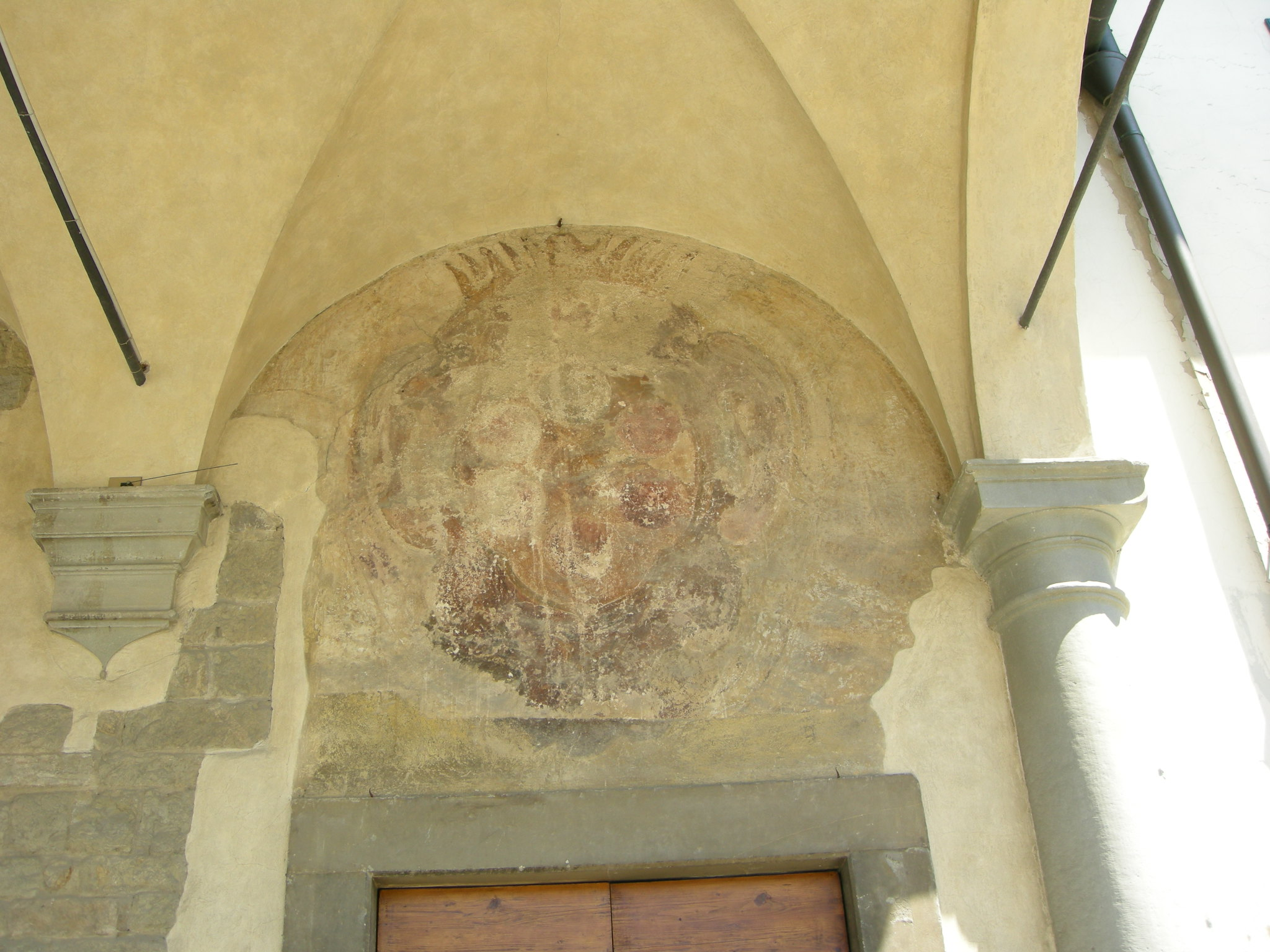
Stemma dei Medici
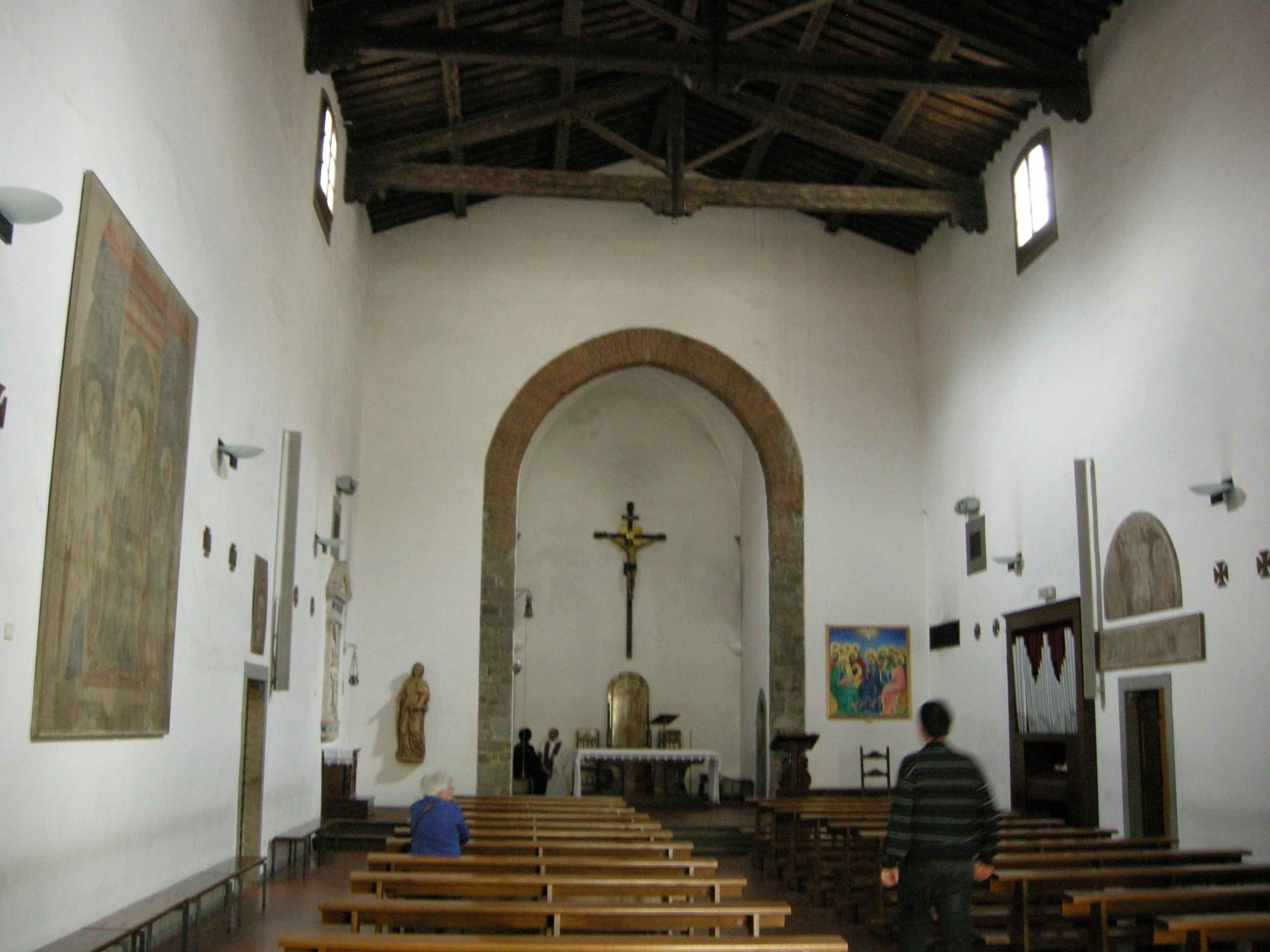
Interno